# Ла-Фей
Ла-Фей (фр. La Faye) — коммуна во Франции, находится в регионе Пуату — Шаранта. Департамент — Шаранта. Входит в состав кантона Вильфаньян. Округ коммуны — Конфолан.
Код INSEE коммуны — 16136.
Коммуна расположена приблизительно в 360 км к юго-западу от Парижа, в 65 км южнее Пуатье, в 45 км к северу от Ангулема.

## Население
Население коммуны на 2008 год составляло 604 человека.
| 1962 | 1968 | 1975 | 1982 | 1990 | 1999 | 2008 |
| ---- | ---- | ---- | ---- | ---- | ---- | ---- |
| 582  | 490  | 547  | 519  | 539  | 572  | 604  |

## Администрация
| Период | Период | Фамилия        | Партия                  | Примечания |
| ------ | ------ | -------------- | ----------------------- | ---------- |
| 1977   | 1997   | Анри Дендино   | Социалистическая партия |            |
| 1997   | 2008   | Жан-Клод Тома  | Социалистическая партия |            |
| 2008   |        | Альбер Сен-Луи |                         |            |

## Экономика
В 2007 году среди 376 человек в трудоспособном возрасте (15—64 лет) 278 были экономически активными, 98 — неактивными (показатель активности — 73,9 %, в 1999 году было 72,8 %). Из 278 активных работали 263 человека (141 мужчина и 122 женщины), безработных было 15 (2 мужчины и 13 женщин). Среди 98 неактивных 32 человека были учениками или студентами, 40 — пенсионерами, 26 были неактивными по другим причинам.

## Фотогалерея

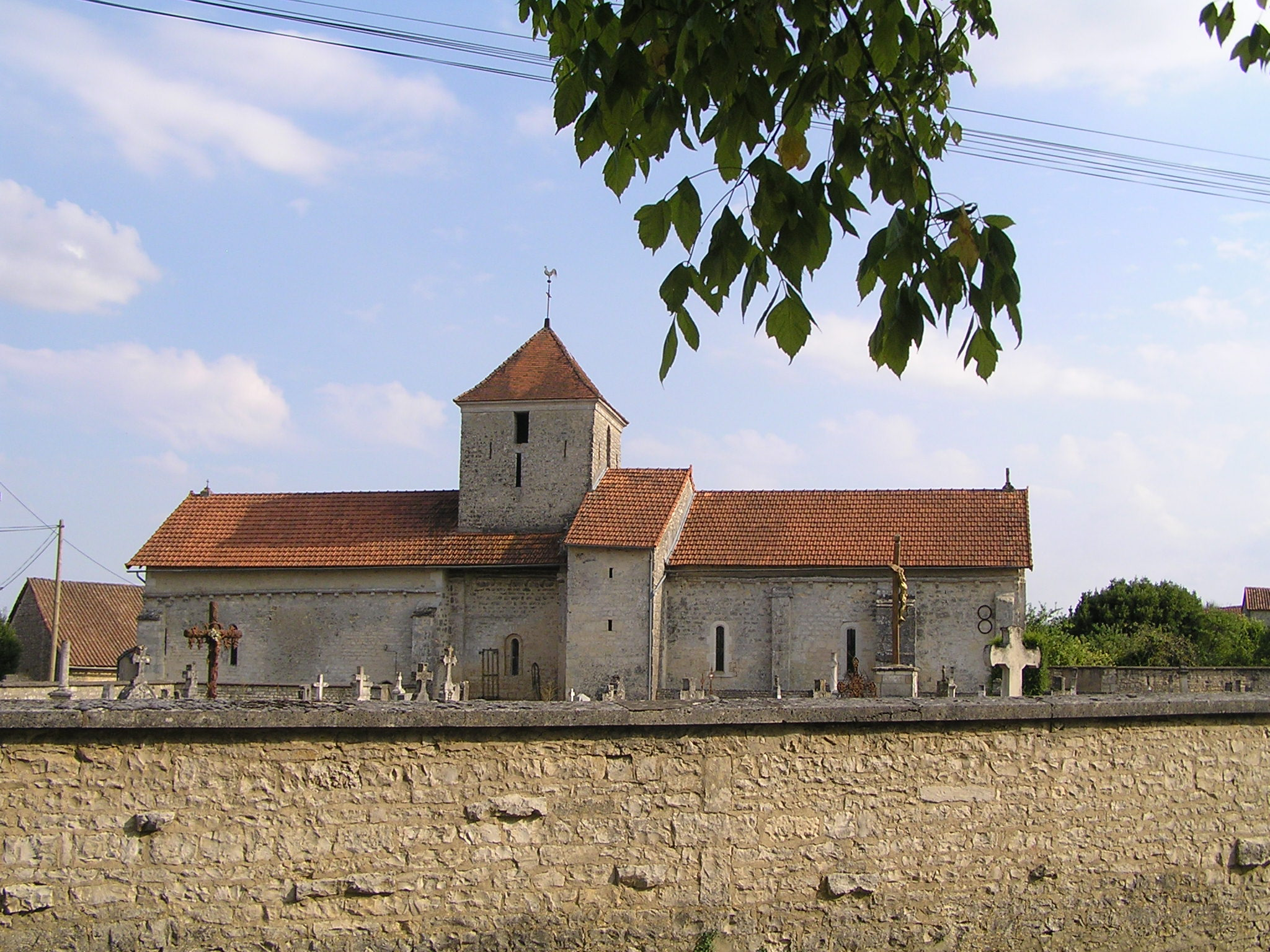
Церковь Сен-Венсан
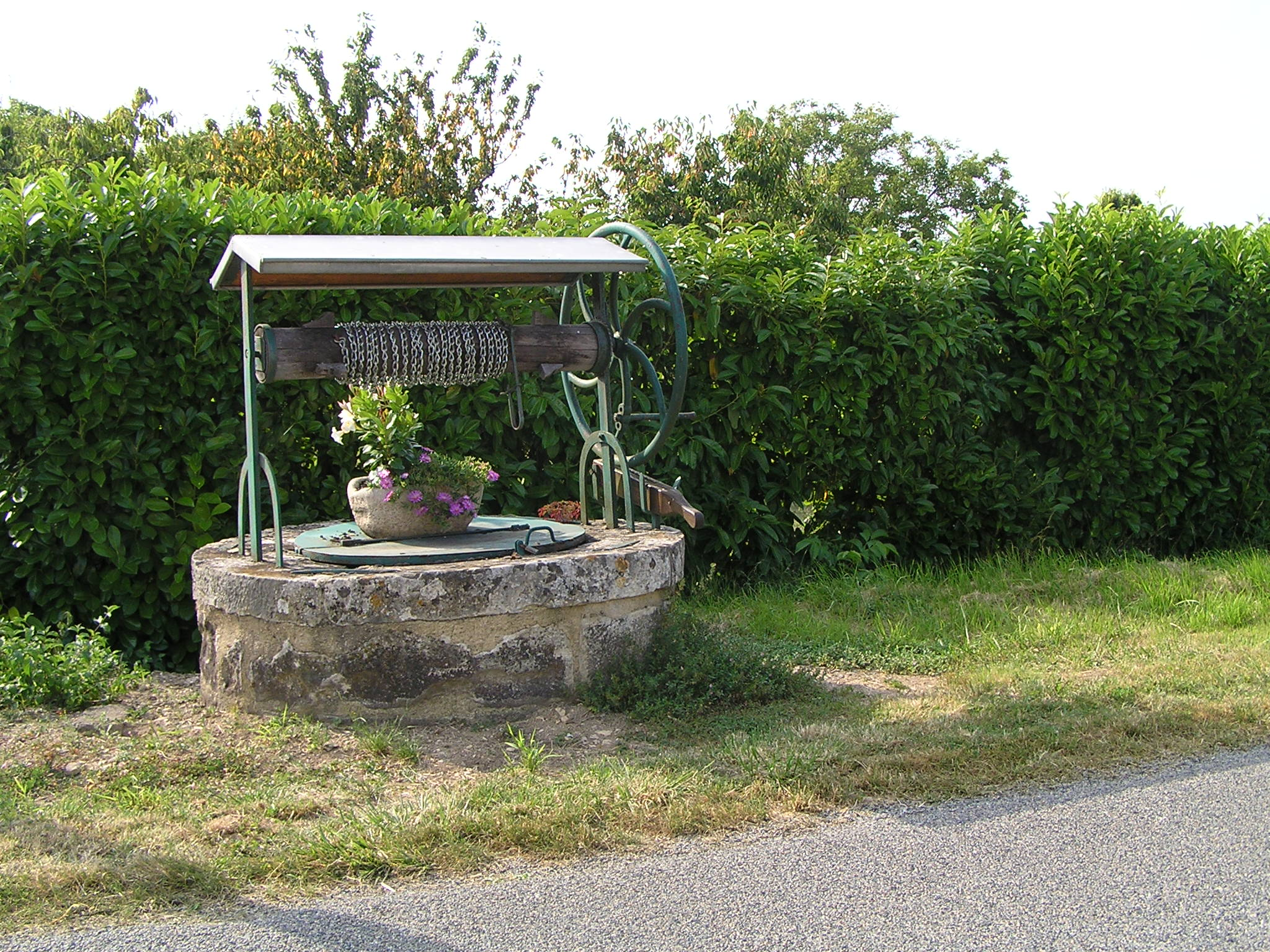
Колодец
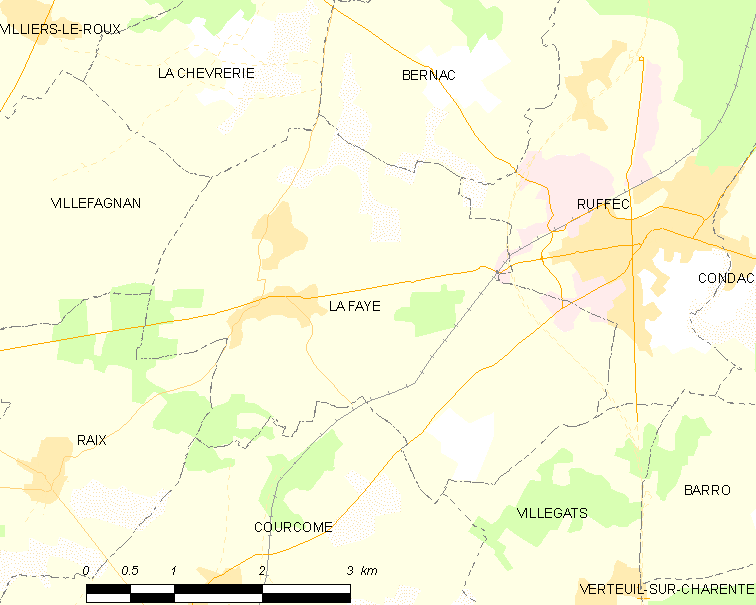
Карта коммуны